# Drolls
Drolls — ансамбль ранней музыки из Петрозаводска, основан в 1999. В репертуаре Drolls — западноевропейская музыка Средневековья и Ренессанса, с использованием аутентичных инструментов.
Название «Drolls» переводится с английского языка как «забавы» — комические музыкальные представления, распространённые в Англии в XVI—XVII веках.

## История
История коллектива началась осенью 1999 года, когда братья Сергей и Павел Поповы решили сыграть дуэт. Но один играл на контрабасе, а другой — на гобое. Найти произведения для подобного состава им не удалось, и когда на горизонте истории появился композитор Дмитрий Черевко, ему был предъявлен заказ: даешь дуэт для гобоя и контрабаса! И Дмитрий сделал аранжировку популярнейшей мелодии XVI века «Зелёные рукава». Затем на одну из репетиций заглянул барабанщик Алексей Никитин, который тут же был пристроен к общему делу. Вскоре труд был представлен вниманию почтенной публики, которой версия баллады так понравилась, что было решено продолжить движение в глубины музыкальной истории. Последним в повозке вагантов занял место Игорь Соловьев. Так начался Drolls.
Первый дебютный альбом коллектива вышел в 2000 году, а ещё через год, в начале мая 2001 года, был записан и второй альбом под названием «Kalenda Maya». Начиная с «Kalenda Maya» у Drolls по сей день сохраняется традиция самостоятельно оформлять обложки своих альбомов.
В 2006 году Drolls совместно с этногруппой «Guda» (Беларусь) выпустили альбом «Zara», в котором смешались купальская песня и французская эстампи, синкопы македонского танца и жнивная песня. Это смешение, более известное, как world music (музыка мира), но в другой плоскости — временной. В записи (помимо Drolls и Guda) принял участие и один из лучших фолк-исполнителей России Александр Леонов.
В том же году ансамбль ранней музыки Drolls предстал в совершенно ином качестве, а именно — в роли актёров средневекового спектакля. Их театральная постановка основана на музыкальном материале знаменитого сборника XIII века «Carmina Burana». Действие происходит в средневековой таверне, а сами участники — завсегдатаи этого заведения, решают нешуточные вопросы между кружками браги.
В 2007 приняли участие в съёмках художественного фильма «Александр. Невская битва». Итогом этого опыта стало появление скоморошьей программы и фактически второго лица ансамбля.
В 2008 году «Drolls» выпускает новый альбом посвящённый музыке скоморохов на Руси, «Люди Веселы». Новый альбом отличается от ранее сделанных, прежде всего, необычностью основной темы. Drolls, исполнявший музыку Западной Европы, в новой работе обращается фактически «к корням». Главные герои нового альбома — артисты и музыканты средневековой Руси, скоморохи. Альбом включил в себя образцы «родных» скоморохам жанров: небылицы, плясовые, свадебные песни, былины, инструментальные наигрыши. В записи задействованы около 20-ти аутентичных инструментов, бытовавших на Руси в XIV—XVII вв. Эпизодически звучит музыка Скандинавии и Византии — земель, оказавших наибольшее культурное и политическое влияние на Древнюю Русь.
В 2009 году выходит последний на данный момент студийный альбом Decimus («Десятый»), посвященный десятилетию коллектива. В этот альбом вошли композиции, ранее в студийных альбомах не записанные, а также новые версии некоторых старых песен.

## Состав
- Дмитрий Черевко (блок-флейты, лира, корнамуз, двойная флейта, бансури, домра, домбра, маультроммель, вокал)
- Павел Попов (раушпфайф, гобой, блок-флейты, кен, вокал)
- Игорь Соловьёв (вокал, мандолина, саз, аль-уд, кантеле, готическая арфа)
- Алексей Никитин (джамбе, дарбука, ландскнехттроммель, глокеншпиль, перкуссия, вокал)
- Сергей Попов (фидель, йоухикко, альт, вокал)

## Дискография
- Drolls, 2000
- Kalenda Maya, 2001
- День рождения Короля, 2002
- Carminus Vagantibus, 2003
- Via Sacra, 2004
- Quintus, 1999—2004
- Zara, 2007 (совместный проект с этногруппой «Guda» (Беларусь))
- Carmina Burana, 2007 (DVD, средневековый спектакль)
- Люди Веселы, 2008
- Decimus, 2009